# Raúl Rodríguez Navas
 Raúl Rodríguez Navas (Sevilla, 11 mei 1988), is een Spaanse voetballer en kan opgesteld worden als centrale verdediger. 
Navas is een product van de jeugdssystemen van Sevilla FC en hij tekende zijn eerste contract voor het seizoen 2007-2008 bij  Sevilla FC C, een nieuwkomer in de Tercera División. Op 30 mei 2009 speelde hij zijn eerste professionele wedstrijd voor  Sevilla FC B, toen uitkomend in de Segunda División A. Het werd geen groot succes aangezien verloren met 0-4 tegen CD Tenerife en Navas werd zelfs van het terrein gezet. 
Vanaf seizoen 2009-2010 verliet hij zijn jeugdploeg en tekende bij Real Valladolid. Bij het begin van het seizoen startte hij bij het filiaal  Real Valladolid Promesas, net gedegradeerd naar de Tercera División. Navas zou met deze ploeg vice-kampioen worden, maar de eindronde ging verloren, zodat er geen promotie volgde. Hij debuteerde echter reeds op 16 mei 2010 bij de A ploeg uit de Primera División. De ploeg was reeds zeker van degradatie en de uitwedstrijd tegen landskampioen FC Barcelona ging met 4-0 verloren. Het daaropvolgende seizoen 2010-2011 zou hij deel uitmaken van de A-ploeg, die actief was op het niveau van de Segunda División A. Hij zou echter maar drie wedstrijden spelen, waardoor zijn contract niet verlengd werd.
Hij stapte over naar een andere B-ploeg. Deze keer speelde hij tijdens seizoen 2011-2012 voor Celta de Vigo B, een ploeg uit de Segunda División B. De ploeg zou haar behoud niet kunnen bewerkstelligen en de speler kwam nooit in de eerste ploeg.
Tijdens seizoen 2012-2013 stapte hij over naar nog reeksgenoot SD Eibar. Hij zou er zijn meest succesvolle periode kennen tijdens de twee seizoenen dat hij als basisspeler speelde voor deze ploeg. Het eerste seizoen werd de ploeg vice-kampioen en kon dankzij de eindronde de promotie afdwingen. Het daaropvolgende jaar zou de ploeg onmiddellijk kampioen worden van de Segunda División A en zo voor de eerste keer in haar geschiedenis uitkomen op het hoogste Spaanse niveau.
De speler zou echter vooreerst de ploeg niet volgen en tekende voor het seizoen 2014-2015 voor Real Sociedad. Hij werd onmiddellijk uitgeleend aan SD Eibar en speelde de eerste wedstrijd tegen zijn verhurende ploeg. Het werd een triomf, want de wedstrijd werd met 1-0 gewonnen. Zijn eerste doelpunt op het hoogste niveau scoorde hij tegen UD Almería op 8 december 2014, leidend naar een 5-2 overwinning. Op het einde van het seizoen lichtte Real Sociedad een clausule in het contract waardoor de speler tot 2018 verlengd werd. Tijdens het seizoen 2015-2016 zou hij echter niet in actie komen wegens een blessure, maar de twee daaropvolgende seizoenen zou hij dikwijls als basisspeler actief zijn. Tijdens het seizoen 2017-2018 zou hij kennis maken met het Europees voetbal in de UEFA Europa League 2017/18. Datzelfde seizoen zou zijn contract nog verlengd worden tot 2020.
Maar hij werd tijdens seizoen 2019-2020 uitgeleend aan reeksgenoot en nieuwkomer CA Osasuna. De huur bevatte een verplichte overname clausule en zou werd hij voor het seizoen 2020-2021 speler van Osasuna. Hij kreeg echter niet voldoende speelkansen en zo werd zijn contract op 26 januari 2021 in onderling overleg ontbonden.
Op dezelfde dag tekende hij een contract tot 2022 bij FC Cartagena, een ploeg uit de Segunda División A. Daar zou hij gewezen ploegmaat van zijn periode bij Real Sociedad, Alberto de la Bella, weer naast zich krijgen. Zijn debuut maakte hij op 31 januari 2021 tijdens de uitwedstrijd tegen Sporting Gijón. Hij werd door de supporters als beste speler aangeduid. Dankzij zijn inbreng werd de verdediging veel secuurder en eindigde de wedstrijd op een scoreloos gelijkspel.  Voor zijn prestaties tijdens de maand februari 2021 werd hij tijdens die maand uitgeroepen als beste speler van de reeks.  Hij zou met zijn zestien optredens een belangrijke factor zijn in de redding van de ploeg uit de havenstad.  Zijn contract voorzag in een clausule die het team kon ligten om een verlenging van één seizoen te verkrijgen.  Het team deed dit, maar op 17 juli, laat de speler weten dat hij op zijn beurt de opzeggingsclausule ligt die het contract ontbond mits betaling van 15.000 EUR.
Op 19 juli 2021 zet hij een handtekening onder een éénjarig contract met optie voor een tweede met reeksgenoot UD Las Palmas.
Op het einde van het seizoen werd de optie echter niet gelicht, zodat de speler vanaf seizoen 2022-2023 overstapte naar reeksgenoot CD Mirandés.
Vanaf seizoen 2023-2024 zette hij één stapje terug bij Recreativo Huelva.